# Finlândia na Segunda Guerra Mundial

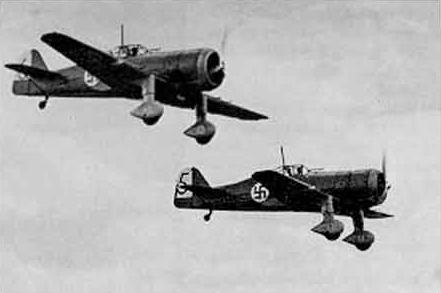
Aviões Fokker D.XXI pertencentes a Força Aerea Finlandesa durante a Segunda Guerra Mundial.

Durante a Segunda Guerra Mundial a Finlândia enfrentou a União Soviética em dois principais eventos: a Guerra de Inverno, de 1939 a 1940, após uma incursão soviética, e na Guerra da Continuação de 1941 a 1944 como consequência da Operação Barbarossa, na qual a Alemanha Nazista invadiu a União Soviética. Durante 872 dias, tropas finlandesas e alemãs sitiaram Leningrado, uma das principais cidades da URSS. Após a derrota da Alemanha pelas frentes orientais e o subsequente avanço soviético, a Finlândia foi forçada a se retratar com a URSS, e aceitar exigências de reparações e controle, o que teve como consequência a Guerra da Lapônia de 1944 a 1945 na qual o exercito finlandês forçou a retirada das tropas alemães do norte do país. As tropas finlandesas perderam o conflito pela escassez de combustível para alimentar a ofensiva.

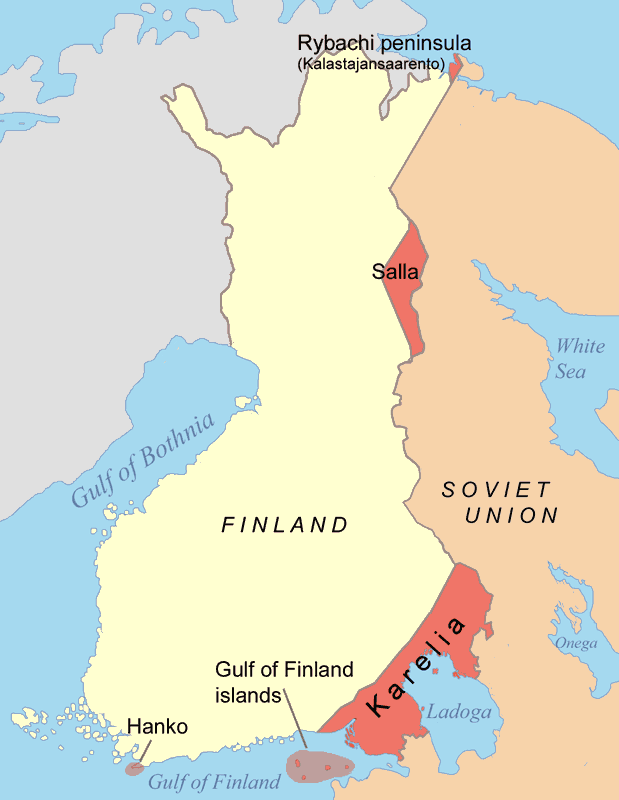
Guerra de Inverno: Concessões finlandesas

Vários tratados assinados entre 1947 e 1948 incluíam obrigações, restrições e reparações bem como concessões territoriais por parte da Finlândia. Determinavam que a Finlândia devia ceder à URSS boa parte de seu território: foi o "Tratado de Paz de Moscou". A Finlândia foi forçada a reparar a URSS pelos danos de guerra e a ceder partes da região da Carélia, bem como partes das cidades de Salla e Pechenga, que representavam juntas 10% de seu território e 20% de sua capacidade industrial, dentre eles o "Porto de Vyborg". Aproximadamente 400 mil pessoas deixaram a região da Carélia após sua cessão à União Soviética , a maior parte mulheres.
O país teve de rejeitar a ajuda do Plano Marshall, elaborado para reestruturar a Europa, mas foi secretamente amparada pelos Estados Unidos, que ajudaram no desenvolvimento e contribuíram com o partido dos democratas para preservar a independência do país. A Finlândia passou a estabelecer comércio com o Reino Unido e outros países ocidentais, e as reparações de guerra transformaram o país em um potência industrial, antes um país meramente agrário. Mesmo após os reparos da URSS terem sido feitos, o país que é pobre em alguns recursos naturais como petróleo e ferro, continuava parcialmente dependente da URSS em questões econômicas. Mesmo após o término do pagamento indenizatório à União Soviética as relações comerciais entre os dois países foram mantidas por pactos bilaterais. Pode-se dizer que a Finlândia atuou de forma contra a União Soviética e a favor da Alemanha Nazista, participando de frentes do Eixo na região nórdica da Europa.